# Pourquoi on resterait calme ?
Albums de La Rumeur
Nous sommes les premiers...
(2002) Regain de Tension
(2004)
Pourquoi on resterait calme ? est un EP de La Rumeur sorti sur leur propre label, La Rumeur Records, en format vinyle, le 23 juin 2004. Composé d'un unique morceau qui apparaîtra plus tard dans l'année sur leur album Regain de Tension.

## Titres
Face A
1. Pourquoi on resterait calme ? (Ekoué-Hamé-Philippe / Soul G)

Face B
1. Pourquoi on resterait calme ? [A cappella] (Ekoué-Hamé-Philippe)
2. Pourquoi on resterait calme ? [Instru] (Soul G)